# 原子力電池

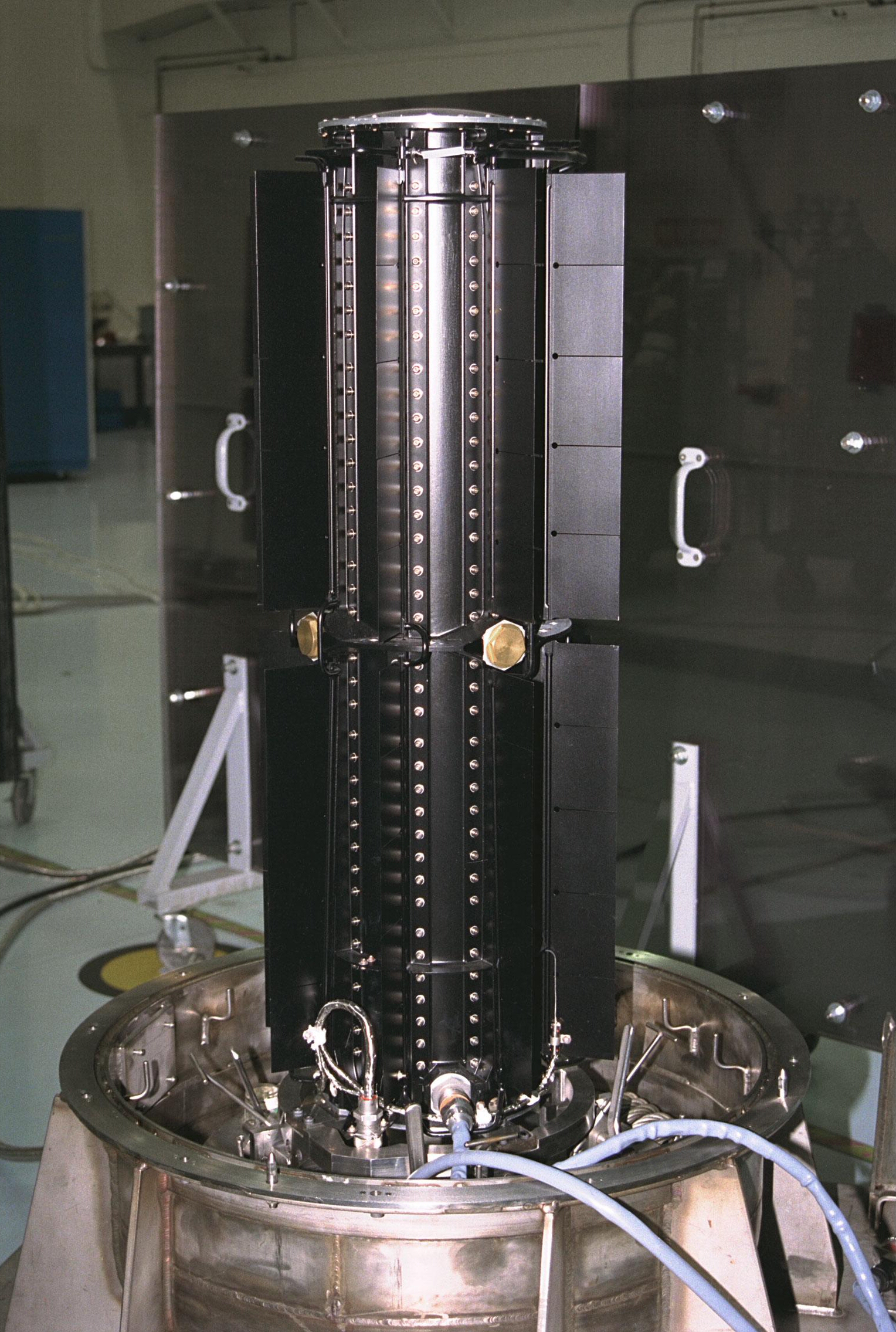
カッシーニに搭載される前の原子力電池

原子力電池（げんしりょくでんち、英: atomic battery、nuclear battery、isotope battery）は、放射性同位体が発する熱などを利用する電池である。放射線電池、RI電池、ラジオアイソトープ電池、アイソトープ電池(en)、またはラジオアイソトープ発電器、RI発電器とも呼ばれる。

## 概説
原子力電池は、半減期の長い放射性元素の原子核崩壊の際に発する熱などを利用し、熱電変換素子などにより、その熱を電力に変換する物理電池である。
長い半減期をもつ同位体を用いることで数十年単位という非常に寿命の長い電源が得られる。長寿命を活かして宇宙探査機の電源として利用されている。1960年代には心臓ペースメーカーの電源としても利用された。

## 種類
熱電変換方式
この方式の原子力電池は、放射性同位体熱電気転換器(RTG)とも呼ばれる。放射性核種の原子核崩壊の際に発生するエネルギーを熱として利用し、熱電変換素子により電力に変換する。実用される原子力電池にはアルファ崩壊を起こす核種であるプルトニウム238やポロニウム210、ストロンチウム90などが用いられ、放射されたアルファ線が物質に吸収されて生じた熱を利用している。現在主に使用されているプルトニウム238は生産量が少なく、今後安定的に確保できなくなる懸念があり、代替としてアメリシウム241（半減期432.6年）が検討されている。
熱イオン変換方式
このタイプは実用化されていない。
アルカリ金属熱変換方式
ソビエトの人工衛星に搭載され、ナトリウムが漏れる事故を起こしている。
圧電式変換方式
このタイプは実用化されていない。
光電変換方式
放射性同位体によって励起された蛍光体から発せられる光を光電変換素子（太陽電池）によって電気に変換する。プロメチウム147などが用いられる。

## 適用分野

### 宇宙
少量の燃料で超長期間動作する原子力電池は、人工衛星に1960年代から使用されてきた。しかし打ち上げ時のトラブルによって放射性物質が周囲に拡散されるリスクがある。現在ではソーラーパネルの性能が向上したために地球軌道周辺では太陽電池を使うのが一般的であるが、惑星間探査機などでは引き続き採用されている。
宇宙探査機については小惑星帯までは太陽光放射量も十分なため、小惑星帯よりも内側でのみ活動する探査機の電源には太陽電池が使われてきた。一方で、それよりも外側で活動する探査機の場合は、太陽からの光が弱い上に目標到達に長い時間がかかるので、原子力電池が優先的に採用されてきた。しかし太陽電池の性能向上により、木星軌道程度であれば原子力電池を太陽電池に置き換えることも可能となっている。
原子力電池はパイオニア10号・11号とボイジャー1号・2号の他、木星探査機ガリレオや土星探査機カッシーニなどに使われた。2006年1月に打ち上げられたNASAの冥王星探査機ニュー・ホライズンズにも原子力電池が搭載されている。これらの外惑星探査機だけでなく、太陽探査機のユリシーズも太陽の極軌道（地球などの公転面に対して垂直に近い軌道）に投入するためには木星を利用したスイングバイを行う必要があったため、木星付近での活動に支障が無いように、また太陽接近のための超高温による影響を回避するため原子力電池を搭載した。
NASAの火星探査機はかつては太陽電池を搭載していたが、長期間運用していると砂ぼこりの付着によって発電量が低下し動かなくなってしまうことがあったため、2011年に打ち上げられたキュリオシティ以降は原子力電池を搭載している。
2011年に打ち上げられた木星探査機ジュノーは、木星以遠を目指す探査機として初めて原子力電池を使用せず、代わりに大型の太陽電池を搭載した。その後打ち上げられたルーシーやJUICEも軒並み太陽電池を備えている。他に計画されている木星圏探査機OKEANOSも同様で、詳細は各項目を参照。
原子力電池は寿命が長いため、打ち上げから40年以上経つボイジャー1号とボイジャー2号は太陽圏の外へと向かっている現在もなお星間空間の探査・観測ミッションを続行している（パイオニア10号は2003年に、パイオニア11号は1995年に通信途絶）。
他に原子力電池を搭載した衛星は、火星探査機バイキング1号ランダーとバイキング2号ランダー、マーズ・サイエンス・ラボラトリーがある。月探査を行ったアポロ12号からアポロ17号の月着陸船には、月面に設置してきたアポロ月面実験パッケージ (ALSEP)用の電源としてRTGが搭載されていた。なお、アポロ13号は事故により月着陸を断念して地球へ帰還したが、そのさい月着陸船を伴ったまま地球大気圏に突入することとなったため、搭載していたRTG（3.8kgのプルトニウム238を封入したSNAP-27）は南太平洋のトンガ海溝の水深約6,500mの海底に沈んだ。周辺から放射線は検出されなかったため、RTGは破損せずに沈んでいると考えられる。
地球軌道を周回する人工衛星に搭載された例としては、1961年6月のTransit-4Aが初めての搭載例で、SNAP(Systems for Nuclear Auxiliary Power)-3Bを搭載した。その他、Transit-5BN1/2、気象衛星ニンバス B-1、LES-8号、LES-9号（LES-8,9は静止衛星）にも搭載された。
Transit-5BN1/2は、1964年4月21日に打上げられたが、軌道投入に失敗してマダガスカルの北側で大気圏に再突入してRTGも破壊され、大気圏上層に拡散した。数カ月後には放出されたプルトニウム238が検出された。ニンバス B-1は1968年5月21日の打上げ時に飛行軌跡から逸脱したため指令破壊されたが、搭載していたRTGは5ヶ月後に無事海底から回収された。このような初期の失敗を教訓に、現在の惑星探査機では打上げに失敗して大気圏に突入してもプルトニウムが放出されないような設計が行われている。

### 民生向け電源
発電所から遠い僻地の電源として利用されていた例がある。シベリアの北極海周辺では推定900個の原子力電池が使用されていたが、1997年ごろには十分な管理がされないまま放置されている。
2023年には中国の北京貝塔伏特新能科技有限公司が、大きさ15mm×15mm×5mm、電圧3V、出力100μW、寿命50年の原子力電池モジュールを発表した。民生品への搭載を想定した製品としている。

### 医療
実験的にプルトニウム238を用いた原子力電池はその長寿命を生かして一時期埋め込み型心臓ペースメーカーの電源として利用された。この用途には現在、リチウム電池が用いられている。また、体内埋め込み利用を念頭に、ニッケル63をエネルギー源としMEMS技術を利用した新世代のマイクロ原子力電池の開発が行われている。ただし、プルトニウムを民需用に使うことに対しては技術的・政治的制約があり、現実的な実用化の目処はついていない。いずれの方式でも、仮に体内埋め込み後に破損した場合には内部被曝の危険、重金属による金属中毒の危険なども考えられる。
2018年12月14日、ロシアのTVELにおいて（低電力の用途に適し寿命が50年のコンパクトな新型原子力電池）「ベータボルタ電池」が発表される。「ベータボルタ電池」による人工放射性同位元素の自然崩壊で生じる放射線を電気へ変換する直接発電は「ベータボルタイック」と呼ばれており、（人体に有害なガンマ線ではなくベータ線を発するので）漏洩する放射線は｢シンプルなプラスチック包装｣でシャットアウトできる。